# 里奇菲爾德帕克 (新澤西州)
里奇菲爾德帕克（英語：Ridgeview Park）是位於美國新澤西州伯根縣的村。

## 人口
根據2020年美國人口普查的數據，里奇菲爾德帕克的面積為4.95平方千米，當中陸地面積為4.42平方千米，而水域面積為0.53平方千米。當地共有人口13224人，而人口密度為每平方千米2,672人。